# کای ولف
کای ولف (انگلیسی: Kai Wulff؛ زادهٔ ۱ ژانویهٔ ۱۹۵۳) بازیگر و صداپیشه اهل ایالات متحده آمریکا است.
از فیلم‌ها یا برنامه‌های تلویزیونی که او در آن نقش داشته‌است، می‌توان به آدم‌کش‌ها، فایرفاکس و سه رفیق اشاره کرد.